# Kumbaraghatta, Arsikere
Kumbaraghatta là một làng thuộc tehsil Arsikere, huyện Hassan, bang Karnataka, Ấn Độ.